# Boarmia leucodontata
Boarmia leucodontata là một loài bướm đêm trong họ Geometridae.